# Jessica Schmidt
Jessica Schmidt (geboren als Jessica Nill, * 11. Oktober 1979 in Hainburg-Hainstadt) ist eine deutsche Schachspielerin.

## Leben
Sie lernte das Schachspielen von ihrem Vater. Auch ihr Bruder Oliver (* 1982) ist ein starker Schachspieler (beste Elo-Zahl: 2255). Sie hat an der TU Darmstadt Elektrotechnik studiert. Seit 2010 ist sie verheiratet.

## Schacherfolge
Deutsche Meisterschaften der weiblichen Jugend gewann sie 1994 (U15) in Dorfen, 1995 (U17) in Wurmannsquick und 1996 (U17) in Kerkwitz. 1995 bei der Jugendeuropameisterschaft U16 weiblich in Żagań wurde sie Zehnte. Die hessische Einzelmeisterschaft der Frauen gewann sie 1995 in Hofheim am Taunus, 1996 in Hofbieber und 1997 in Frankfurt-Bergen-Enkheim. Im Jahr 2000 wurde sie Dritte bei der Frauenweltmeisterschaft des Hochschulverbandes FISU in Warna. 2001 in Krefeld wurde sie deutsche Meisterin der Frauen. 2011 gewann sie in Gladenbach die Deutsche Frauen-Einzelmeisterschaft im Blitzschach.
Im November 2000 erhielt sie den Titel Internationaler Meister der Frauen (WIM). Seit September 2006 trägt sie den Titel Großmeister der Frauen (WGM). Die Normen hierfür erzielte sie bei einem WGM-Turnier in Krk 2004, sowie bei der Frauen-Mannschaftseuropameisterschaft 2005 in Göteborg und bei der 7. Europameisterschaft der Frauen 2006 in Kuşadası. Die Badische Schnellschachmeisterschaft der Frauen gewann sie 2008 in Heidelberg-Handschuhsheim mit 1,5 Punkten Vorsprung.
Mit der deutschen Nationalmannschaft nahm sie an den Frauen-Mannschaftseuropameisterschaften 2001, 2003 und 2005 teil, wobei sie 2005 in Göteborg eine individuelle Goldmedaille für ihr Ergebnis von 6 Punkten aus 8 Partien am dritten Brett erhielt. Sie spielte 2004 und 2006 bei den Schacholympiaden der Frauen für Deutschland. 2007 kämpfte sie an Brett drei der deutschen Nationalmannschaft bei den Schach-Mannschaftsweltmeisterschaften der Frauen in Jekaterinburg.
Ihr erster Verein war der hessische SC Hainstadt, danach wechselte sie zur VSG Offenbach. Ab 1998 spielte sie für den SC Baden-Oos, mit dem sie in den Saisons 2002/03, 2003/04 und 2004/05 Frauen-Mannschaftsmeister wurde. Seit der Saison 2007/08 spielt sie für die Karlsruher Schachfreunde (für die sie bereits in der Saison 1999/2000 als Gastspielerin in der Frauenbundesliga antrat) in der 2. Bundesliga Süd und der Oberliga Baden sowie bei den Damen in der 1. und 2. Frauenbundesliga. In Frankreich spielt Jessica Schmidt bei Cercle d’Echecs de Strasbourg.